# Nuova scuola, nuovi amici
Nuova scuola, nuovi amici è un romanzo di Angelo Petrosino del 2011, appartiene alla serie di Valentina.

## Trama
Valentina e i suoi amici hanno ormai 14 anni e la fine della scuola è ormai agli sgoccioli...
Valentina ha scelto, insieme a Ottilia, di frequentare il liceo classico e desidera diventare scrittrice. A scuola si troverà abbastanza bene e le capiterà un professore di lettere giovane e simpatico, una professoressa d'inglese interessante e una professoressa di latino simpatica e molto severa. Lì conoscerà una ragazza (Jenny) che stuzzicherà di continuo e in modo insolente lei e Ottilia, ma Valentina capisce che Jenny si sente sola e che vorrebbe essere sua amica. Inoltre viene a conoscenza che la madre di Jenny, è disabile e vive sola con la figlia.
Tale scoperta, cambierà completamente il rapporto tra le 3 ragazze, specialmente quando nel 2° libro (Promesse e Bugie) Ottilia e Valentina si recheranno a casa di Jenny. Da allora la ragazza smetterà di punzecchiarle e di provocarle e diventeranno piano piano amiche.
Irene frequenta il liceo linguistico e sogna di poter viaggiare e conoscere tante lingue straniere. A scuola stringe subito una forte amicizia con Malika, ragazzina di origini marocchine, timida e discreta e con una famiglia stupenda, fatta eccezione per il fratello ventenne, Hassan, che le impone pretese e regole assurde.
Malika entrerà a far parte subito del gruppo di Valentina.
Tazio e Gianni vanno al liceo scientifico e sono decisi a diventare rispettivamente ingegnere e veterinario.
Infine Rinaldo fa amicizia con Mauro, ragazzone enorme e impacciato, abilissimo con il computer e molto dolce.